# January Brunov
January Brunov, właśc. January Gracjan Brunzlow (ur. 12 lutego 1964 w Nowej Rudzie) – polski aktor, lektor oraz prezenter telewizyjny.

## Życiorys
Wspólnie z Darią Trafankowską prowadził teleturniej Szalone liczby. Podkładał m.in. głos Ludwiczka w polskiej wersji kreskówki Świat według Ludwiczka, a także pod Kakashiego Hatake i Kuramę w polskiej wersji anime Naruto. Od 1998 jest współwłaścicielem firmy producenckiej. Jest także lektorem reklam „Media Expert”.

## Filmografia
- 1989: Ostatni prom – „Dryblas”
- 1988–1991: Pogranicze w ogniu – Raczewski
- 1991: Koniec gry – Janusz
- 1991: Cynga – strażnik w łagrze
- 1992: Kiedy rozum śpi
- 1993: Kraj świata – taksówkarz w komendzie
- 1993: Komedia małżeńska – biznesmen przyglądający się Marii w hotelu „Sobieski”
- 1994: Szczur – goryl nieznajomego
- 1995: Maszyna zmian – Filip
- 1995: Ekstradycja – Cichy (odc. 5 i 6)
- 1995: Drzewa
- 1996: Maszyna zmian. Nowe przygody – Filip
- 1996: Tajemnica Sagali – Aran, strażnik grodu w Biskupinie (odc. 4 i 5)
- 1996: Ekstradycja 2 – Cichy (odc. 8 i 9)
- 1998: Gniew – policjant
- 1998: Złotopolscy – nabywca jeepa Kacpra (odc. 44)
- 1998: Sto minut wakacji – strażnik w supermarkecie
- 1998: Gwiezdny pirat – dziennikarz prowadzący quiz (odc. 1)
- 1998: 13 posterunek – Rosyjski terrorysta (odc. 18)
- 1999: Sto minut wakacji – strażnik w supermarkecie
- 1999: Policjanci – Rafał, nauczyciel wf-u w liceum Weroniki (odc. 1 i 6)
- 2000: Słoneczna włócznia – Taylor, trener koszykówki
- 2001: Blok.pl – Roman
- 2002–2003: Plebania – Michał Lenarczyk
- 2002–2012: Na dobre i na złe – Henryk, mąż Danuty (odc. 101); komisarz Cichy (odc. 507 i 508)
- 2002: Kasia i Tomek – trener w siłowni (seria I, odc. 5, głos)
- 2002: As – Adam „Kulawy”, były kaskader (odc. 3)
- 2002–2008: Samo życie – homoseksualista (odc. 11); Adam Sokół (odc. 543-1120)
- 2003: Sukces – reżyser Tomek Burzyński „Grom”
- 2003–2013: Na Wspólnej – Wojciech Muszyński
- 2004: Pensjonat pod Różą – Maciek Waliłko, brat Romana (odc. 19)
- 2004: Dziupla Cezara – Edward Holtzman (odc. 3 i 12)
- 2004: Dziki – porucznik Klinge
- 2005: Fala zbrodni – „Bankier” (odc. 40)
- 2005–2006: Egzamin z życia – Jan Wierzyński, ojciec Joanny
- 2005: Jasne błękitne okna – lekarz
- 2006–2007: Pogoda na piątek – Wojtek Brzezina, brat Marcina
- 2008: Kryminalni – Tomasz Smoliński, były mąż Moniki (odc. 99)
- 2008: Glina – reżyser castingu (odc. 23)
- 2008: 39 i pół – ojciec Toli (odc. 9 i 12)
- 2009: Ojciec Mateusz – trener (odc. 23)
- 2010–2011: Pierwsza miłość – Bronisław „Brona” Niziński
- 2010: Cisza – Rafał
- 2012: Czas honoru – UB-ek
- 2014: Lekarze – Kotowicz, ojciec Jadwigi (odc. 48)
- 2015: Na Wspólnej
- 2018: Pod powierzchnią – weterynarz (odc. 7)
- od 2018: M jak miłość – Krzysztof Banach

## Polski dubbing
- 1967: Księga dżungli – Sęp
- 1985: Asterix kontra Cezar – Tragikomix
- 1985–1991: Gumisie – Tami (wersja Master Filmu)
- 1985–1991: Troskliwe misie
- 1987: Dzielny mały Toster – Nowy Telewizor
- 1988–1991: Nowe przygody Kubusia Puchatka – wuzel Stan (odc. 7 i 42b)
- 1989–1992: Chip i Dale: Brygada RR –
  - Bubbles, mysz która okradała członków Klub Koli,
  - Chiron, mumia,
  - Mięśniak z bandy Belli Romanzo
- 1989: Wszystkie psy idą do nieba
- 1990–1992: Przygody Animków –
  - Kondor Konkord,
  - Szkolna szafka Pucusia
- 1991–1997: Rupert
- 1992: Tom i Jerry: Wielka ucieczka
- 1992–1993: Rodzina Addamsów
- 1992–1993: Mikan – pomarańczowy kot – pan Hayashida
- 1993: Przygody Speeda Błyskawicy – dowódca podwodnej stacji badawczej
- 1994: Scooby Doo i baśnie z tysiąca i jednej nocy – Magilla
- 1994: Śnięty Mikołaj – Neill Miller
- 1994: Superświnka – Fowley Fatlack
- 1995–1998: Świat według Ludwiczka – Ludi „Ludwiczek” Anderson
- 1995–1998: Pinky i Mózg
- 1996–2004: Hej Arnold! – Trener Winberg (pierwsza wersja dubbingu)
- 1996–1997: Prawdziwe przygody Jonny’ego Questa – Race Bannon
- 1998: Spona – Alibaba
- 1998–1999: Szalony Jack, pirat – Szalony Jack
- 2000–2003: X-Men: Ewolucja – Ojciec Tabity
- 2000–2001: Przygody Kuby Guzika – Ratapuk
- 2002: Śnięty Mikołaj 2 – Neil
- 2002: Lilo i Stich – Instruktor
- 2002–2007: Naruto –
  - Kakashi Hatake,
  - Kyūbi,
  - Ibiki Morino (odc. 55, 103-104),
  - Fugaku Uchiha,
  - jeden z członków ANBU
- 2003: Poznajemy rafę koralową – Jean-Michel Cousteau
- 2005: Lilo i Stich 2: Mały feler Sticha – Kumu
- 2005–2007: Podwójne życie Jagody Lee – Krasnoluders (odc. 1)
- 2005: Tom Clancy’s Splinter Cell: Chaos Theory – Frank Mason
- 2007: Garfield – kot prawdziwy –
  - Miś Billy,
  - Waldi
- 2007–2011: Przygody Sary Jane – Haresh Chandra
- 2008: Delgo – Delgo
- 2009: Infamous – Zeke „Jedediah” Dunbar
- 2010: ModNation Racers – Detektyw
- 2010: StarCraft II: Wings of Liberty – Graven Hill
- 2011: Niesławny: Infamous 2 – Zeke „Jedediah” Dunbar
- 2011: Niesławny: Infamous – Festiwal krwi – Zeke „Jedediah” Dunbar
- 2011–2013: Niesamowity świat Gumballa – Pan Small (serie 1-3)
- 2012: Hitman: Rozgrzeszenie – Policjant
- 2012: The Elder Scrolls V: Skyrim – Dragonborn – Adril Arano
- 2013: Neverwinter –
  - Szeregowy Hawthingdon,
  - Pułkownik Linkletter
- 2013: Might & Magic: Heroes VI − Cienie mroku – Vein